# Lindisfarne, Tasmanien
Lindisfarne är en förstad till Hobart i Australien. Den ligger i kommunen Clarence och delstaten Tasmanien, i den sydöstra delen av landet, nära delstatshuvudstaden Hobart. Antalet invånare är 5 678.
Runt Lindisfarne är det ganska tätbefolkat, med 124 invånare per kvadratkilometer.. Närmaste större samhälle är Hobart, nära Lindisfarne. 
Trakten runt Lindisfarne består i huvudsak av gräsmarker. Genomsnittlig årsnederbörd är 697 millimeter. Den regnigaste månaden är juli, med i genomsnitt 78 mm nederbörd, och den torraste är februari, med 41 mm nederbörd.